# Antonio Sabato jr.
Antonio Sabato jr. (Rome, 29 februari 1972) is een Amerikaans acteur.
Zijn vader is de Italiaanse acteur Antonio Sabàto, zijn moeder is de Tsjechische Yvonne Kabouchy. Op 12-jarige leeftijd verhuisde Antonio met zijn familie naar de Verenigde Staten, in 1996 werd hij een Amerikaanse burger.
Hij werd bekend nadat hij als model Calvin Klein-ondergoed showde. Hierna begon zijn acteercarrière. Hij begon in soapserie General Hospital als Jagger Cates (1992-1994, 1995). Dan speelde hij een kleine rol in Melrose Place.
In 1998 speelde hij een rol in de film The Big Hit met Mark Wahlberg. Hij speelde ook de hoofdrol in de film Sharkhunter. In 2005 keerde hij terug naar de soapwereld en werd Dante Damiano in de populaire soap The Bold and the Beautiful.
Hij was kort getrouwd met Alicia Tully Henson  van 1992 tot 1993. Hij heeft 2 kinderen, een zoon, Jack Antonio (1994) met actrice Virginia Madsen en een dochter Mina Bree (2002) met Kristin Rosetti.